# Жемчуг (село)
Же́мчуг (рос. Жемчуг) — село Тункинського району, Бурятії Росії. Входить до складу Сільського поселення Жемчуг.
Населення — 1138 осіб (2015 рік).